# Богдановка (Чеботаевское сельское поселение)
Богдановка — деревня в Сурском районе Ульяновской области. Административно подчинена Чеботаевскому сельскому поселению.

## География
Богдановка расположена на севере Ульяновской области и на востоке Сурского района на границе с Чувашией в 40 км от районного центра Сурское. Вблизи расположены крупные села Шатрашаны и Архангельское. Поблизости протекает речка Елшанка и Большая Якла.

## История
В 1780 году, при создании Симбирского наместничества, деревня Богдановка, при речке Елшанке, помещиковых крестьян, вошла в состав Тагайского уезда. С 1796 года - в Буинском уезде Симбирской губернии.
В 1859 году деревня Богдановка входила в 1-й стан Буинского уезда Симбирской губернии.
Так как в деревне Богдановка своей церкви не было, то прихожане ходили в церковь соседнего села Архангельское (Конкино).
На 1930 год деревня Богдановка входила в Архангельский с/с. 

## Население
- В 1780 году - 112 ревизских душ[4].
- В 1859 году в 24 дворах жило: 92 муж. и 103 жен.[5];
- В 1930 году в деревне в 70 дворах жило 349 человек, русские[7].
- В 2010 году - 19 человек.